# Francesco Masciarelli
Francesco Masciarelli (Pescara, 5 de mayo de 1986) es un ciclista italiano. Profesional entre 2007 y 2012, corrió para el equipo Acqua & Sapone dirigido por su padre Palmiro, y en el que también militaban sus hermanos. De cara a 2011 fichó por el equipo Astana.
Puso fin a su carrera deportiva el 7 de junio de 2012, debido a un tumor benigno que le impedía recuperarse con normalidad después de los esfuerzos de cada carrera.

## Palmarés
2007
- Tour de Japón, más 2 etapas

2008
- Giro de Lazio

2010
- 1 etapa del Tour del Mediterráneo

## Resultados en Grandes Vueltas
| Carrera | Carrera         | 2007 | 2008 | 2009 | 2010 | 2011 | 2012 |
| ------- | --------------- | ---- | ---- | ---- | ---- | ---- | ---- |
|         | Giro de Italia  | ―    | ―    | 13.º | Ab.  | Ab.  | ―    |
|         | Tour de Francia | ―    | ―    | ―    | ―    | ―    | ―    |
|         | Vuelta a España | ―    | ―    | ―    | ―    | ―    | ―    |

―: no participa
Ab.: Abandono